# Геология
Геологията (на старогръцки: γῆ-, „земя“, и λόγος, „наука, учение“) е природна наука, изучаваща състава, строежа, произхода и развитието на Земята и процесите, които формират скалите и минералите. Геологията осигурява доказателства за тектониката на плочите, еволюцията и промяната на климата. В наши дни геологията има и голямо стопанско значение с проучванията на подземните залежи на полезни изкопаеми и вода, дава основата на геотехническото инженерство и играе важна роля за разбирането на някои природни бедствия.

## История
Систематичният интерес към геоложките явления, възниква не по-късно от 6 век пр.н.е., когато древногръцкият философ Питагор се опитва да обясни отделянето на остров Сицилия от Апенинския полуостров с разрушителното действие на морските вълни. Според него наличието на морски вкаменелости в скалите на сушата се дължи на това, че морето се е преместило и оставило върху сегашната суша своите следи. През 4 век пр.н.е. философът Теофраст пише своя труд „За камъните“, систематизиращ тогавашните познания за скалите. През Римската епоха Плиний Стари описва подробно много от използваните по това време минерали и метали, като отбелязва правилно и особеното образуване на кехлибара.
Някои съвременни изследователи отнасят началото на съвременната геология към Златния век на исляма. Един от най-ранните мюсюлмански геолози е Ал-Бируни (973 – 1048), в чиито трудове се намират едни от първите описания на геологията на Индия и хипотезата, че Индийския субконтинент в миналото е бил дъно на море. Неговият съвременник Авицена (981 – 1037) изгражда подробни теории за образуването на планините, причината за земетресенията и други важни за съвременната геология въпроси. В Китай ученият Шън Куо (1031 – 1095) формулира хипотеза за процеса на образуване на сушата.
В Европа датчанинът Нилс Стенсен (1638 – 1686) формулира трите основни принципа на стратиграфията: принципът на суперпозицията, на първоначалната хоризонталност и на хоризонталния континуитет. Самото наименование „геология“ е използвано за пръв път през 1778 година от швейцареца Жан-Андре Дьолюк. Преди това зараждащата се наука е наричана земезнание, геогнозия, физическа география, наука за земните пластове и други.
Шотландецът Джеймс Хътън (1726 – 1797) често е определян като първият съвременен геолог. През 1785 година той представя пред Кралското дружество на Единбург своя труд „Теория на Земята“ („Theory of the Earth“), в който излага своята теория, че Земята би трябвало да е много по-стара, отколкото се смята, за да има достатъчно време за ерозиране на планините, отлагане на седиментите на морското дъно и издигането им над водата. Хътън е привърженик на теорията на плутонизма, според която някои скали са образувани от вулканични процеси, докато теорията на нептунизма твърди, че всички са резултат от утаяването на дъното на огромен океан, нивото на водата в който постепенно е спаднало.
В началото на 19 век англичанинът Уилям Смит създава първите геоложки карти и започва систематичното подреждане на скалните слоеве, чрез изучаване на съдържащите се в тях фосили. През 1830 година излиза книгата на шотландеца Чарлз Лайъл (1797 – 1875) „Принципи на геологията“ („Principles of Geology“), която оказва значително влияние върху възгледите на Чарлз Дарвин, застъпвайки се за доктрината на униформизма. Според тази теория през цялата история на Земята протичат бавни геоложки процеси, които продължават и в наши дни. За разлика от нея, теорията на катастрофизма твърди, че земните форми са образувани при единично катастрофично събитие, след което остават неизменни.
През по-голямата част от 19 век в центъра на геоложките дискусии е въпросът за точната възраст на Земята, като оценките варират от няколкостотин хиляди до милиарди години. Едва в началото на 20 век радиоактивното датиране дава възможност възрастта на Земята да бъде убедително оценена на около 2 милиарда години, което става основа за създаването на нови теории за процесите, оформили планетата.
Най-значимият напредък в геологията през 20 век е разработването на теорията за тектоника на плочите през 60-те години и прецизирането на оценките за възрастта на планетата. Теорията за тектоника на плочите, което предизвиква революция в науките за Земята, произтича от две отделни геоложки наблюдения – океанския спрединг и континенталния дрейф. Съвременните оценки за възрастта на Земята са за приблизително 4,5 милиарда години.

### В България
Първите геоложки карти в България са изработени от Ами Буе (1840) и Фердинанд фон Хохщетер (1870). За основател на българската геоложка наука се счита Георги Златарски, който в периода 1905 – 1911 г. публикува поредица от цветни карти с мащаб 1:300 000, имащи изключително важно научно значение. Същото ниво на детайл се поддържа от Стефан Бончев през 1930-те години. По-късните карти се съставят не толкова от отделни хора, а от екипи и геоложки организации.

## Геоложка хронология
Геоложката хронология обхваща цялата история на Земята от нейното възникване до наши дни. В нейното начало са образуването на материала на Слънчевата система в 4,567 Ga (преди 4,567 милиарда години) и формирането на самата планета в 4,54 Ga.

### Важни дати
- 4,567 Ga: Образуване на Слънчевата система[10]
- 4,54 Ga: Образуване на Земята[11][12]
- ок. 4 Ga: Край на късната тежка бомбардировка, поява на живот
- ок. 3,5 Ga: Поява на фотосинтеза
- ок. 2,3 Ga: Кислородизирана атмосфера, първо пълно заледяване
- 730 – 635 Ma: Две пълни заледявания
- 542 ± 0,3 Ma: Камбрийски взрив във видообразуването, първи изобилни фосили, начало на палеозоя
- ок. 380 Ma: Първи сухоземни гръбначни животни
- 250 Ma: Масовото измиране перм – триас унищожава 90% от животинските видове, край на палеозоя и начало на мезозоя
- 65 Ma: Масовото измиране креда – терциер унищожава динозаврите, край на мезозоя и начало на ценозоя
- ок. 7 Ma: Поява на първите човекоподобни
- 3,9 Ma: Поява на австралопитеци, преки предшественици на съвременния човек
- 0,2 Ma: Поява на съвременния човек

### Относително датиране
Униформизъм
Принципът на униформизма твърди, че геоложките процеси, които променят земната кора, са действали по същия начин както и през геоложката история. Този основен принцип, предложен от шотландския физик и геолог Джеймс Хутън, твърди, че „настоящето е ключът към миналото“. Както Хутън сам казва: „Изминалата история на нашата планета трябва да може да се обясни с това, което се случва днес“.

## Планетарна геология
С изследването на Космоса през 20 век, геолозите започват да разглеждат останалите планети по същите начини, които вече са разработени за Земята. Новопоявилата се научна област е наречена планетарна геология (или астрогеология) и разчита на познатите геоложки принципи за изучаване на други небесни тела в Слънчевата система.
Макар планетарните геолози да се интересуват от изучаването на всички аспекти на другите планети, значителен фокус се поставя върху търсенето на доказателства за минал или настоящ живот на тях. Това води до много мисии, чиято основна или спомагателна цел е изследването на небесните тела за доказателства за живот. Така например, космическият апарат „Финикс“ анализира марсианската полярна почва за вода, химични или минерални съставки, свързани с биологичните процеси.